# Independentismo gallego

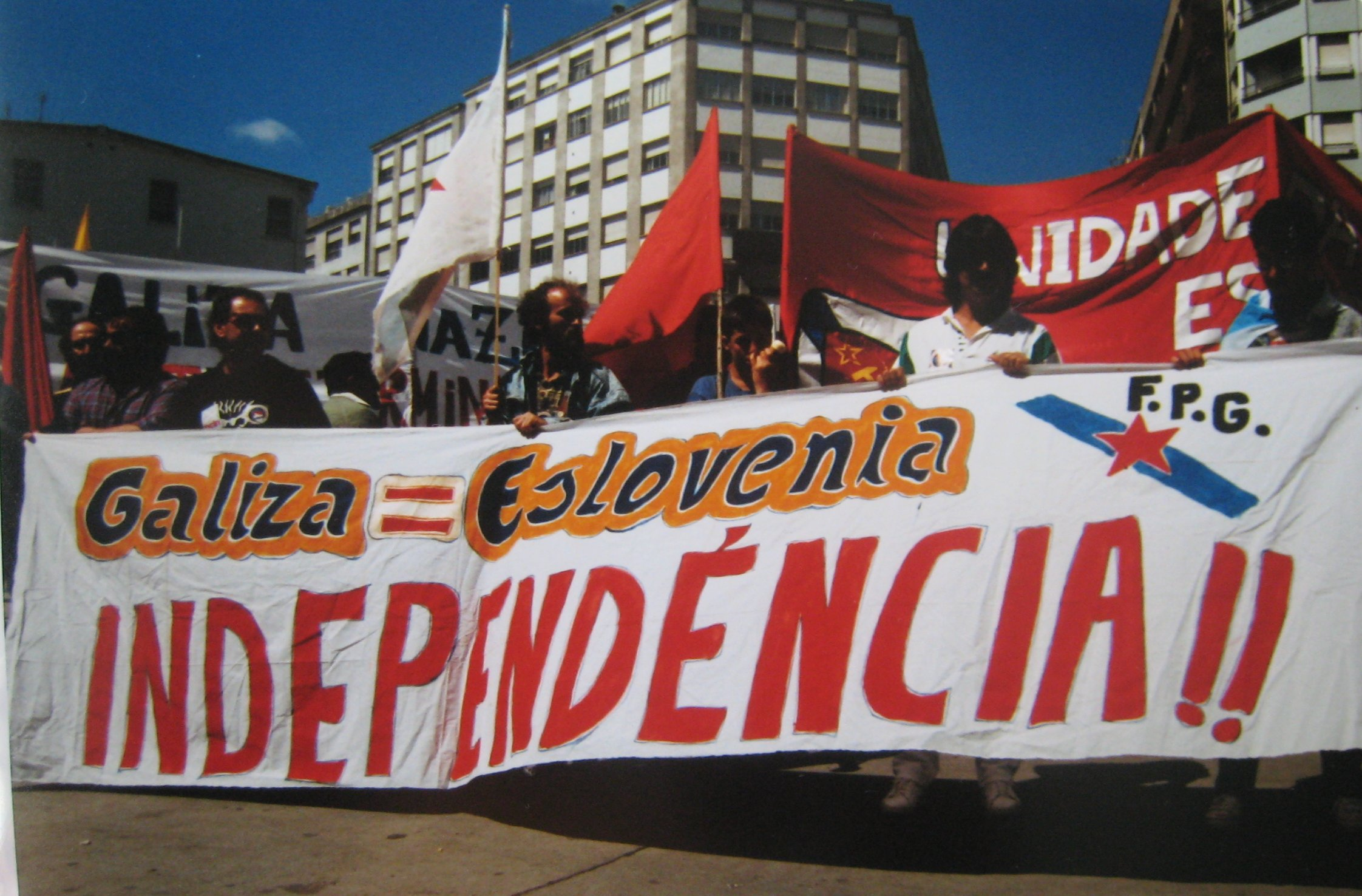
Manifestación independentista en Galicia en 1991.

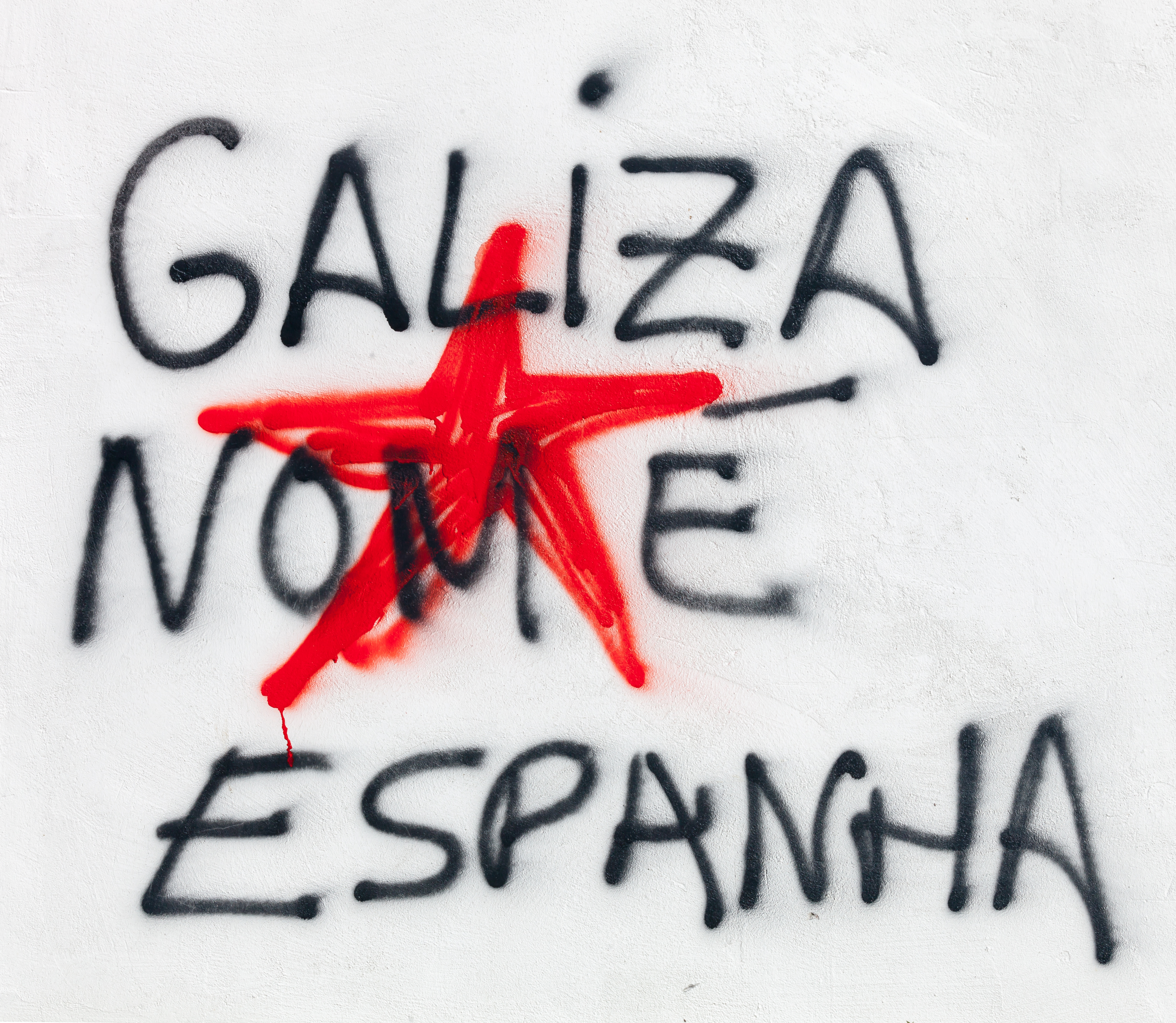
Grafiti en Muros escrito en gallego reintegracionista.

El independentismo gallego es una corriente del nacionalismo gallego que pretende la separación de Galicia del resto de España y la Región del Norte del resto de Portugal, y la constitución de una república gallega independiente.

## Historia
El primer logro político se organizó el Comité Revoluzonareo Arredista Galego de Fuco Gómez, fundado en Cuba en la década de 1920,  fue ganando importancia durante la Segunda República Española, ya que empezaron a aparecer organizaciones nacionalistas, que defendían la lengua, la cultura gallega y su derecho de autodeterminación, tales como As Irmadades da Fala o el Partido Galeguista liderado por Castelao, el culmen del indepentismo gallego llegó con la aprobación del Estatuto de Autonomía de Galicia de 1936 en 1932, con 77% de aprobación, aunque este no se aceptó a trámite por el gobierno republicano hasta el año 1938.
A principios de la década de 1970, una organización cercana a la UPG próximo a Moncho Reboiras, intentó organizar una lucha armada contra el régimen de Franco, siguiendo el modelo de ETA, pero concluyó con la muerte de Moncho Reboiras.
Posteriormente se crearía Galicia Ceibe, un frente asambleario de ideología independentista de extrema izquierda que se disolvió en 1981.
En los años 1980 se propició la creación de LAR (Loita Armada Revolucionaria), una organización terrorista de carácter comunista, que actuó principalmente contra la construcción de la autopista AP-9, lo que provocó la detención de varios dirigentes, entre ellos Xosé Luís Méndez Ferrín.
Tras los años 1980, la radicalidad y la lucha armada del independentismo gallego lo llevó a las continuas persecuciones y problemas con la justicia, lo que llevó a la creación de grupos independentistas, generalmente comunistas, como por ejemplo Frente Popular Galega (creado en 1987), Assembleia da Mocidade Independentista (creado en 1993), Nós-Unidade Popular (2001), Adiante (2004), Resistencia Galega (2005), Movemento pola Base (2006), etc.